# Opharus insulsa
Opharus insulsa är en fjärilsart som beskrevs av Paul Dognin 1902. Opharus insulsa ingår i släktet Opharus och familjen björnspinnare. Inga underarter finns listade i Catalogue of Life.